# Miasto Goražde
Miasto Goražde (boś. Grad Goražde) – jednostka administracyjna w Bośni i Hercegowinie, w kantonie bośniacko-podrińskim. W 2013 roku liczyła 20 897 mieszkańców.